# تل عين صوفر
تَل عين صوفر (بالإنجليزية: Tell Ain Sofar)‏، هو موقع أثري يقع جنوب غرب زحلة في محافظة البقاع، على بعد 2 كم جنوب المعلقة في لبنان. ويعود تاريخه إلى العصر البرونزي المبكر على الأقل. 